# Misha Collins
Misha Collins (născut ca Dmitri Tippens Krushnic; n. 20 august 1974, Boston, Massachusetts, SUA) este un actor american și regizor. Este cel mai cunoscut pentru portretizarea îngerului Castiel în serialul CW Supernatural (2008–prezent).

## Biografie
S-a născut în Boston, Massachusetts ca fiu al lui Richard Krushnic și Rebecca Tippens. A fost crescut într-o familie non-religioasă. Crescând, familia sa era săracă și deseori fără adăpost. El a spus că numele său de familie, Krushnic, „datează de șase generații în Canada și nu suntem siguri de unde au venit”. Numele său artistic, Collins, este numele de fată al străbunicii sale. El are o descendență parțială evreiască.
Collins a urmat Greenfield Center School, Northfield Mount Hermon School și Universitatea din Chicago, unde a studiat teoria socială.

## Filmografie

### Film
| An   | Titlu              | Rol                | Note        |
| ---- | ------------------ | ------------------ | ----------- |
| 1999 | Culmile libertății | Guy                | Nemenționat |
| 1999 | Tinerețe furată    | Tony               |             |
| 2006 | Karla              | Paul Bernardo      |             |
| 2008 | Loot               | Producător asociat | Documentar  |

### Televiziune
| An           | Titlu                          | Rol                                                  | Note |
| ------------ | ------------------------------ | ---------------------------------------------------- | --- |
| 1998         | Legacy                         | Andrew                                               | Episodul: "The Big Fix" |
| 1999         | Farmece                        | Eric Bragg                                           | Episodul: "They're Everywhere" |
| 2000         | NYPD Blue - Viață de polițist  | Blake DeWitt                                         | Episodul: "Welcome to New York" |
| 2001         | 7 zile                         | Sergei Chubais                                       | Episodul: "Born in the USSR" |
| 2002         | 24                             | Alexis Drazen                                        | 7 episoade (13–17,22–23) |
| 2002         | Par 6                          | Al Hegelman                                          | |
| 2003         | Moving Alan                    | Tony Derrick                                         | |
| 2003         | Finding Home                   | Dave                                                 | |
| 2004         | The Crux                       | Man Hanging from the Rope                            | |
| 2004         | CSI: Crime Scene Investigation | Vlad                                                 | Episodul: "Nesting Dolls" |
| 2005–2006    | ER                             | Bret                                                 | 3 episoade |
| 2006         | NCIS                           | Justin Ferris                                        | Episodul: "Singled Out" |
| 2006         | Monk                           | Michael Karapov                                      | Episodul: "Mr. Monk and the Captain's Marriage"                                                                                      |
| 2006         | Viața sub presiune             | Todd Monroe                                          | Episodul: "There's Something About Martha"                                                                                           |
| 2007         | Dispăruți fără urmă            | Chester Lake                                         | Episodul: "Run" |
| 2007         | CSI: NY                        | Morton Brite                                         | Episodul: "Can You Hear Me Now?" |
| 2007         | Reinventing the Wheelers       | Joey Wheeler                                         | Pilot TV |
| 2008         | Numai peste cadavrul ei        | Brian                                                | |
| 2008         | The Grift                      | Buster                                               | |
| 2008–prezent | Supernatural                   | Castiel; Jimmy Novak, Rolul său, Leviathan, Lucifer. | Rol secundar: Sezoanele 4 & 8 Rol principal: Sezoanele 5,6,9,10 si 11 Invitat special: Sezonul 7 & 8 Regizor: Sezonul 9, episodul 17 |
| 2009         | Nip/Tuck                       | Manny Skerritt                                       | Episodul: "Manny Skerritt" |
| 2010         | Stonehenge Apocalypse          | Jacob                                                | Film TV |
| 2011         | Divine: The Series             | Părintele Christopher; Producător                    | Serial Web |
| 2012         | Ringer                         | Dylan                                                | Episodul: "Whores Don't Make That Much"                                                                                              |

## Legături externe
- Misha Collins la Internet Movie Database
- Misha Collins la CineMagia
- Misha Collins pe Twitter